# Бакау де Мижлок (Арад)
Бакау де Мижлок (рум. Bacău de Mijloc) насеље је у Румунији у округу Арад у општини Бата. Oпштина се налази на надморској висини од 146 m.

## Прошлост
Аустријски царски ревизор Ерлер је 1774. године констатовао да место "Бакамесеу" припада Каполнашком округу, Липовског дистрикта. Становништво је било претежно влашко.
Када је 1797. године пописан православни клир ту је само један свештеник. Парох поп Тома Поповић (рукоп. 1794) иако би се рекло да је Србин, он се служи само румунским језиком.

## Становништво
Према подацима из 2002. године у насељу је живело 200 становника, од којих су сви румунске националности.